# Chomiąża (Opole)
Pour l’article homonyme, voir Chomiąża (Basse-Silésie).
Chomiąża est une localité polonaise de la gmina et du powiat de Głubczyce en voïvodie d'Opole.